# ویکی‌کتاب
ویکی‌کتاب (به انگلیسی: Wikibooks) که پیش‌تر ویکی‌نَسَک نامیده می‌شد، پروژه‌ای چندزبانه برای ایجاد گنجینه‌ای از کتاب‌هایی با محتوای باز، راهنماها و دیگر نوشته‌ها با محتویات آزاد است.
در واقع ویکی‌کتاب، وبگاهی است حاصل تلاش جمعیِ کاربران از سراسر جهان که در زمینهٔ نگارش موضوعات گوناگون درسنامه و انواع دیگر جزوات آموزشی با یکدیگر همکاری می‌کنند. ویکی‌کتاب پروژه‌ای از بنیاد ویکی‌مدیا است که توسط بنیاد ویکی‌مدیا، همان گروه از افرادی که ویکی‌پدیا را به اجرا درآورده‌اند، پیاده‌سازی شده است. «شما می‌توانید در هر زمان این صفحه و همهٔ صفحه‌های شبیه به این صفحه را ویرایش کنید.» این اصل پایه‌ای ویکی‌کتاب است. «هر کسی می‌تواند ویرایش کند.»

## تاریخچه
پروژهٔ ویکی‌کتاب از سال ۱۳۸۳ آغاز به کار کرد و اکنون به یکی از بزرگ‌ترین وبگاه‌های ای‌بوک جهان تبدیل شده است. در صفحهٔ «ویکی‌کتاب: خوش آمدید» می‌توانید اطلاعات بیشتری دربارهٔ ویکی‌کتاب به دست آورید. ویکی‌کتاب حجم زیادی ای‌بوک پیرامون موضوعات مختلف دارد که جامعهٔ کاربری آن داوطلبانه حاضرند بر متون آن افزوده و از آن محافظت نمایند.

## پیشرفت

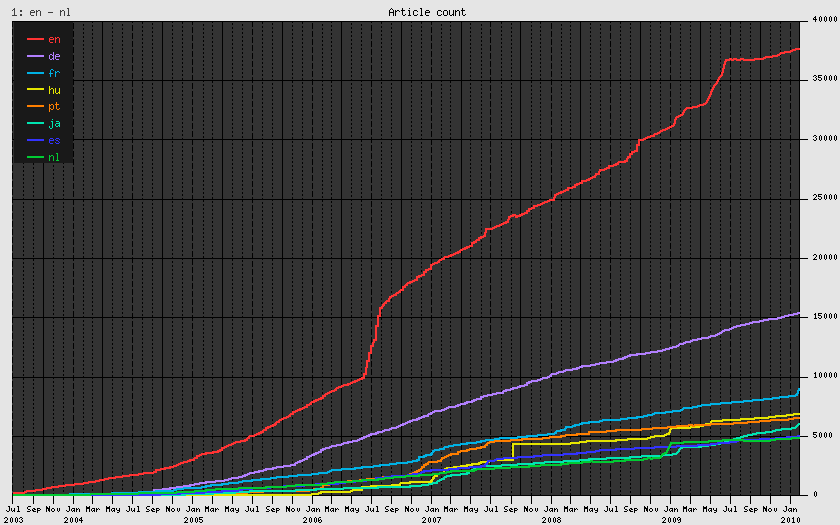
آمار پیشرفت ۷ زبان بزرگ ویکی‌کتاب (بر پایهٔ زبان)، ژوئیهٔ ۲۰۰۳ – آوریل ۲۰۰۷

این مطالب باید کاملاً آزاد باشند، بدین جهت رشد آن از سرعت کمی برخوردار است.

## ویکی‌کتاب فارسی
ویکی‌کتاب فارسی با عنوان اولیهٔ ویکی‌نسک از تاریخ ۳ شهریور ۱۳۸۳ آغاز به کار کرد و در ۲۷ آذر ۱۳۹۲، عنوان وبگاه از ویکی‌نسک به ویکی‌کتاب تغییر یافت. این وبگاه تاکنون حدود ۳٬۴۰۰ نوشتار دارد.

## مهم‌ترین رویدادهای ویکی‌کتاب فارسی

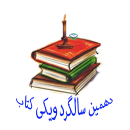
لوگوی ۱۰ سالگی ویکی‌کتاب

- ویکی‌کتاب در سال ۱۳۸۳ آغاز به کار کرد ولی تا سال‌ها بعد فعالیت چندانی نداشت.
- در سال ۱۳۸۸ صفحهٔ اصلی ویکی‌کتاب طراحی شد.
- در سال ۱۳۹۰، کتاب‌ساز ویکی‌کتاب ساخته شد.
- به دلیل بی‌محتوا و خالی بودن بسیاری از صفحات، مدیران اقدام به حذف چنین صفحاتی کردند.
- در سال ۱۳۹۲، راهنماها و سیاست‌های مربوط به ویکی‌کتاب نوشته شد تا مورد استقبال کاربران قرار گیرد.
- چند کتاب به عنوان کتاب‌های برگزیده انتخاب شدند.
- بخش نظرخواهی ویکی‌کتاب راه‌اندازی شد تا کاربران بتوانند در تصمیم‌گیری‌های راهبردی مشارکت کنند.
- قفسه‌های خالی کتابخانه‌های ویکی‌کتاب پر شد.
- برگه‌دان کتاب‌ها به ترتیب الفبایی مرتب شد.
- در آذر ۹۲ کاربر تمامی صفحات ویکی‌کتاب رده‌بندی شد.
- در آذر ۹۲ نزدیک به ۴۰۰ صفحه را که کاربران به آن برچسب حذف زده بودند، حذف شد. در نتیجه با حذف صفحات خرابکاری شده، بی‌محتوا و بی‌معنی؛ ویکی‌کتاب یک شبه از جایگاه ۲۴ به جایگاه ۳۴ سقوط کرد.
- فهرست‌بندی موضوعی کتاب‌های ویکی‌کتاب انجام گرفت.
- در ۲۷ آذر ۱۳۹۲، عنوان وبگاه به اجماع کاربران از ویکی‌نسک به ویکی‌کتاب تغییر یافت.
- در بهمن ۹۲ با گسترش کتاب آشپزی در ویکی‌کتاب، رتبهٔ آن به بیست و هفتمین ویکی‌بوک ارتقاء یافت.
- در بهمن ۹۲ با گسترش ویکی‌کتاب برگه‌دان الفبایی حذف شده و برگه‌دان موضوعی گسترده‌تر گردید.
- در ۸ بهمن ۱۳۹۲، ویکی‌کتاب به جایگاه ۲۴ بازگشت و به این ترتیب به جمع ویکی‌کتاب‌های بیشتر از ۱٬۰۰۰ صفحه پیوست.
- در ۱۲ بهمن ۹۲ ابرابزار در ویکی‌کتاب فعال شد.
- در ۱۹ بهمن نزدیک به ۷۰ پرونده تصویری که مشکلاتی همچون عدم رعایت حق تکثیر، بی کیفیتی و تکراری بودن را داشتند حذف شدند. بدین ترتیب ویکی‌کتاب فارسی با دارا بودن ۸۱۳ تصویر در شمار ۱۲ ویکی‌کتاب مصور جهان قرار گرفت.
- در اسفند ۹۲ ویکی‌کتاب فارسی، بیستم شد.
- در ۲۰ اسفند ۹۲ زبان فارسی به منوی جستجوی صفحه اصلی ویکی‌بوک افزوده شد.
- در شروع سال ۹۳، ویکی‌کتاب فارسی هجدهمین کتاب جهان است.
- در فروردین ۹۳ الگوهای غلط تصحیح شد.
- در ۲۰ فروردین ۹۳، ویکی‌کتاب فارسی ۱۷اُمین ویکی‌کتاب جهان شد.
- در اردیبهشت ۹۳، ویکی‌کتاب فارسی به مقام ۱۸اُم ویکی‌کتاب‌های جهان بازگشت.
- در خرداد ۹۳ با گسترش ویکی‌کودک در ویکی‌کتاب، تعداد نوشتارها به ۲٬۰۰۰ نزدیک شد.
- در آستانه دهمین سال شروع به کار، ویکی‌کتاب فارسی به یکی از فعال‌ترین ویکی‌کتاب‌ها تبدیل شد. به گونه‌ای که از لحاظ شمار کاربران فعال (تعداد کاربرانی که در طی ۳۰ روز گذشته ویرایش داشته‌اند) در رتبهٔ هشتم جای گرفت.
- با ده ساله شدن ویکی‌کتاب، کاربران صفحهٔ اول و نشان‌وارهٔ ویکی‌کتاب را تغییر دادند.
- در شهریور ۹۳ به چند کتاب در ویکی‌کتاب نشان‌های برگزیده داده شد.
- در هفته کتاب در آبان ماه ۹۳ کاربران کتاب‌های جدیدشان را به ویکی‌کتاب هدیه نمودند.
- در آذر ۹۳، ویکی‌کتاب فارسی با جا ماندن از ویکی‌کتاب چکی، به مقام ۱۹اُم نزول کرد.
- در ۲۰ بهمن ۹۳، ویکی‌کتاب فارسی ۱۹اُمین ویکی‌کتاب جهان شد.
- از ۲۰ اسفند ۹۳ آمار ویکی‌کتاب به صورت روزانه ثبت گردید.
- در فروردین ۹۴، ویکی‌کتاب فارسی ۱۸اُمین ویکی‌کتاب جهان است.
- در خرداد ۹۴، تعداد نوشتارها در ویکی‌کتاب به ۲٬۰۰۰ رسید.
- در خرداد ۹۴، ویکی‌کتاب فارسی ۱۷اُمین ویکی‌کتاب جهان است.
- در شهریور ۹۴، دسترسی‌های «گشت‌زن»، «گشت‌زن خودکار» و «واگردانی» در ویکی‌کتاب ایجاد شد.
- در سال ۹۹ تعداد نوشتارها در ویکی‌کتاب به ۳٬۰۰۰ رسید.
- در ۳۱ اردیبهشت ۹۹ بخش کتاب‌های مربوط به آموزش زبان تقریباً تکمیل شد. (آموزش زبان‌های انگلیسی، فرانسوی، اسپانیایی، ایتالیایی، آلمانی، پرتغالی، روسی، عربی، چینی و …)